# NGC 3737A
NGC 3737A (другое обозначение — PGC 94195) — линзообразная галактика (S0) в созвездии Большая Медведица.
Этот объект не входит в число перечисленных в оригинальной редакции «Нового общего каталога» и был добавлен позднее.